# بورده
بورده هي قضاء يقع في ساكسونيا أنهالت، ألمانيا. وهي لربما تعرف بأنها منطقة مورسيلبن، مستودع النفايات المشعة السابق. وانتهى التخلص من النفايات في المنشأة في عام 1998م. 

## التاريخ
نشأ القضاء بدمج أقضية أوغيركرايس و بورديكرايس كجزء من إصلاحات حكومية في عام 2007م.

## بلدات
يضم قضاء بورده التقسيمات التالية:
| بلدات                                                                             | بلديات                                                 |
| --------------------------------------------------------------------------------- | ------------------------------------------------------ |
| 1. هالدنسليبن 2. أوبيسفلده-فيفرلينغن 3. أوشرسليبن 4. فانزليبن-بورده 5. فولميرشتيت | 1. Barleben 2. Hohe Börde 3. Niedere Börde 4. Sülzetal |

| وحدات إدارية مع بلديات                                                                                         | وحدات إدارية مع بلديات                                                                                            | وحدات إدارية مع بلديات                                                                                       | وحدات إدارية مع بلديات                                                                |
| --- | --- | --- | ------------------------------------------------------------------------------------- |
| - 1. Elbe-Heide 1. Angern 2. Burgstall 3. Colbitz 4. Loitsche-Heinrichsberg 5. Rogätz1 6. Westheide 7. Zielitz | - 2. Flechtingen 1. Altenhausen 2. Beendorf 3. Bülstringen 4. Calvörde 5. Erxleben 6. Flechtingen1 7. Ingersleben | - 3. Obere Aller 1. Eilsleben1 2. Harbke 3. Hötensleben 4. Sommersdorf 5. Ummendorf 6. Völpke 7. Wefensleben | - 4. Westliche Börde 1. Am Großen Bruch 2. Ausleben 3. Gröningen1, 2 4. Kroppenstedt2 |
| 1مجلس وحدة إدارية; 2بلدة;                                                                                      | | |                                                                                       |